# 馬烏賓鎮區
馬烏賓鎮（緬甸語： [məʔùbɪ̀ɴ mjo̰nɛ̀]）為緬甸伊洛瓦底省馬烏賓縣的行政區。2014年人口314,093人，區域面積1,404.2平方公里。馬烏賓為該鎮之行政中心。
馬烏賓鎮下分76個村組以及470個村莊。

## 外部連結
- "Maubin Township, Village Tracts"[] map created August 2010, Myanmar Information Management Unit (MIMU)
- "Ma-Ubin Google Satellite Map" （页面存档备份，存于） Maplandia World Gazetteer